# لوسيان فان دير والت
لوسيان فان دير والت (بالإنجليزية: Lucien van der Walt)‏ هو سياسي جنوب أفريقي، ولد في 8 سبتمبر 1972 في جنوب أفريقيا.